# Jukunoide Sprachen
Die jukunoiden Sprachen (kurz Jukunoid) bilden eine Untereinheit der platoiden Sprachen, eines Zweiges der Benue-Kongo-Sprachen, die ihrerseits zum Niger-Kongo gehören.
Die rund 20 jukunoiden Sprachen werden von etwa 350.000 Menschen in Nordost-Nigeria gesprochen. Jukun war die Sprache des einst mächtigen Jukunreiches (Ende des 1. Jahrtausends n. Chr.), seine Nachfolgesprachen sind die jukunoiden Sprachen. Die bedeutendsten heutigen jukunoiden Sprachen sind Wapan (100.000 Sprecher), Tigon Mbembe, Icen und Kutep mit jeweils rund 50.000 Sprechern. Andere Sprachen stehen kurz vor dem Aussterben, so das Bete in Nigeria.

## Position des Jukunoid innerhalb des Niger-Kongo
- Niger-Kongo
  - Volta-Kongo
    - Süd-Volta-Kongo
      - Benue-Kongo
        - Ost-Benue-Kongo
          - Platoid
            - Kainji
            - Nordwest-Plateau
            - Zentral-Plateau
            - Südost-Plateau
            - Süd-Plateau
            - Tarokoid
            - Jukunoid

## Interne Klassifikation
- Jukunoid
  - Jukun-Wurbo
    - Jukun: Jukun Takum (40 Tsd.), Jibu (30 Tsd.), Wase (2 Tsd.)
    - Mbembe: Tigon-Mbembe (60 Tsd.)
    - Kororofa: Wapan (Wukari) (100 Tsd.), Abinsi (3 Tsd.), Kona (2 Tsd.)
    - Wurbo: Bandawa-Minda-Kunini (10 Tsd.), Como Karim, Jiru, Tita

  - Kpan-Icen: Icen (50 Tsd.), Kpan
  - Yukuben-Kutep: Kutep (50 Tsd.), Yukuben (15 Tsd.), Kapya